# Communauté rurale de Dinguiraye (Kolda)
Ne doit pas être confondu avec Commune de Dinguiraye (MYF).
La communauté rurale de Dinguiraye (Kolda) est une communauté rurale du Sénégal située au centre-sud du pays. 
Elle fait partie de l'arrondissement de Niaming, du département de Médina Yoro Foulah et de la région de Kolda.
Le village de Kanel est l'un des villages les plus peuplés de cette commune.[réf. nécessaire]